# Gynacantha kirbyi
Gynacantha kirbyi là loài chuồn chuồn trong họ Aeshnidae. Loài này được Krüger mô tả khoa học đầu tiên năm 1898.

## Hình ảnh

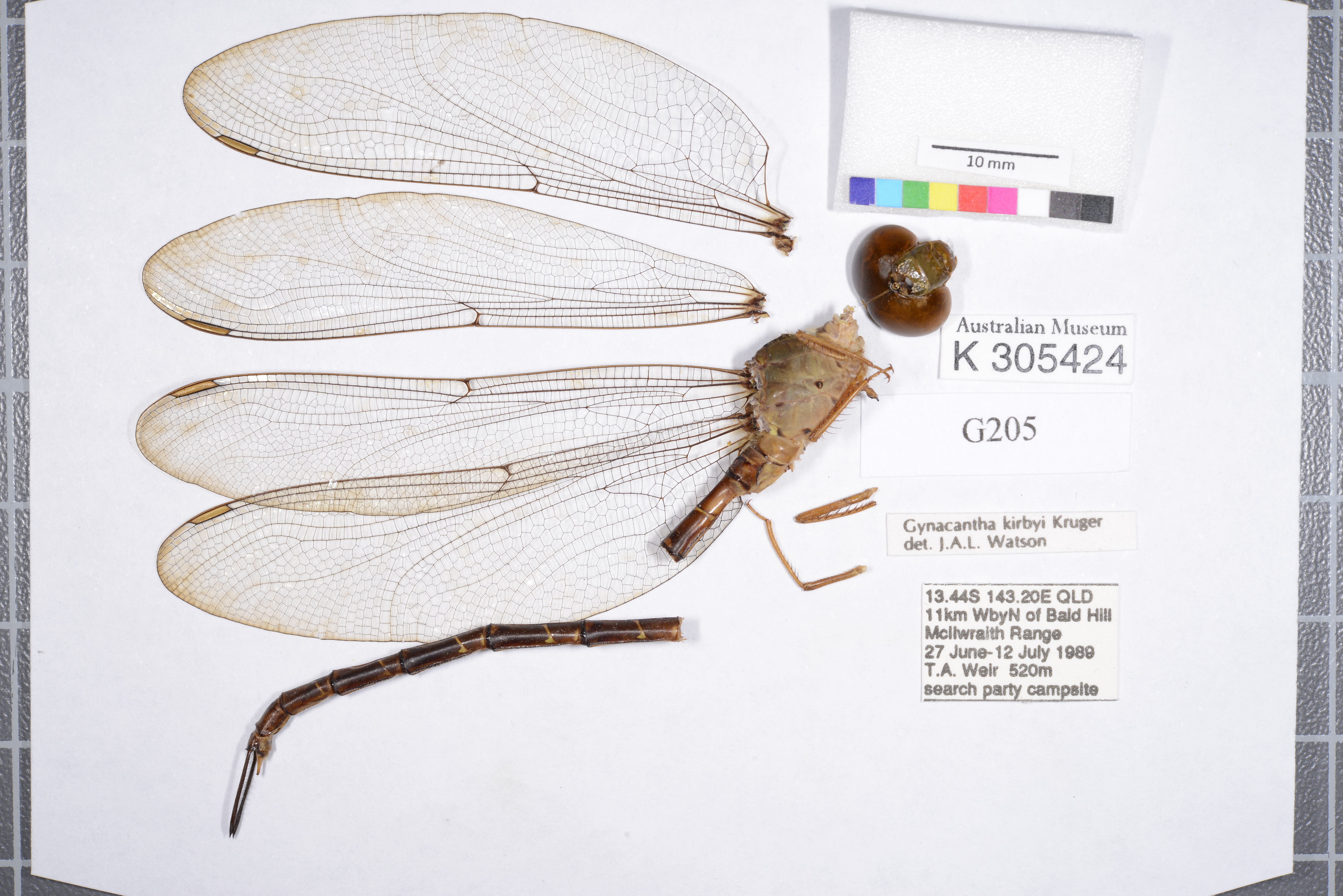